# Liste der Monuments historiques in Saint-Hilaire-la-Forêt
Die Liste der Monuments historiques in Saint-Hilaire-la-Forêt führt die Monuments historiques in der französischen Gemeinde Saint-Hilaire-la-Forêt auf.

## Liste der Bauwerke
| Bezeichnung            | Beschreibung | Standort | Kennzeichnung | Schutzstatus | Datum | Bild |
| ---------------------- | ------------ | -------- | ------------- | ------------ | ----- | ---- |
| Menhirs de la Rainière | Neolithikum  | (Lage)   | PA00135565    | Inscrit      | 1995  |      |

## Liste der Objekte
- Monuments historiques (Objekte) in Saint-Hilaire-la-Forêt in der Base Palissy des französischen Kultusministeriums